# Ugyops vittatus
Ugyops vittatus är en insektsart som först beskrevs av Matsumura 1906.  Ugyops vittatus ingår i släktet Ugyops och familjen sporrstritar. Inga underarter finns listade i Catalogue of Life.